# IIDA Women's Development Organisation
IIDA Women's Development Organisation (IIDA Organisation des Femmes pour le Développement) est une ONG humanitaire, fondée par des femmes, sans but lucratif et politiquement indépendante, engagée dans la consolidation de la paix et la défense des droits des femmes en Somalie.

## Historique
L’organisation a été créée à Mogadiscio le 25 mai 1991  par un groupe de militantes somaliennes dirigé par Halima Abdi Arush, une inspectrice dans l'éducation dont le mari avait été tué peu avant dans la guerre civile somalienne, afin de créer une association d'interface (c'est-à-dire composée de femmes de différents clans) permettant d'agir pour la défense des droits des femmes et la restauration de la paix en Somalie. Le mot somali iida signifie "femme née un jour de fête" et a été choisi par Amina Abdullahi Haji Fiqow, militante des droits de l'homme, disparue à la fin des années quatre-vingt-dix . Le contexte historique où se situe l'origine de l'organisation est la première phase de la guerre civile, immédiatement après la chute de Siad Barre, la Somalie se trouve dès lors soumise à un état d'anarchie et à des conflits claniques permanents, ce dont la population souffre considérablement. Dans ce cadre , IIDA s’est donné pour mission de faire face aux urgences humanitaires et de renforcer les droits des femmes et la reconstruction sociale en Somalie.
Les principaux objectifs de développement de IIDA sont les suivants :
- Promouvoir une culture de la paix dans le respect des droits humains et de la diversité ;
- Promouvoir la paix et la résolution pacifique des conflits en Somalie ;
- Encourager et assurer l'intégration des femmes somaliennes dans les processus de réconciliation, la reconstruction et le développement du pays ;
- Fournir une formation aux femmes et encourager les activités de micro-crédit pour leur permettre d’atteindre l'indépendance économique ;
- Lutter contre la pratique des mutilations génitales féminines et toutes les formes de violence contre les femmes [5] ;
- Promouvoir la croissance et le développement des associations de femmes – y compris les syndicats – en Somalie.

Actuellement, IIDA est présente sur trois sites en Somalie (Mogadiscio, Merka, Duusamareeb dans la région de Galgaduud), un site au Kenya (Nairobi) et, depuis décembre 2007, un site en Italie (Turin).
IIDA fait partie des réseaux EASSI (Eastern African Sub-regional Support Initiative for the Advancement of Women); FERFAP (Fédération des femmes africaines pour la paix); réseau ‘’Women’’ ( Réseau de femmes de la méditerranée, de l'Est et du Sud de l'Europe).

## Principaux projets
Les projets d’IIDA vont du domaine de l'éducation, à celui de la santé, du renforcement de la paix, de la sécurité alimentaire, de la lutte contre les MGF à la citoyenneté active des femmes.
- Domaine de l'éducation : 
  - Food for Education Program (en français Programme nourriture contre éducation, en collaboration avec le Programme alimentaire mondial);
  - Promotion de l'emploi par la formation;
  - Formation professionnelle pour la récupération de 150 enfants de la rue et 60 enfants soldats, en collaboration avec l'ONG américaine International Aid Services(IAS).
- Consolidation de la paix
  - Projet enfant soldat, avec le soutien de l'Agence canadienne de développement international (ACDI) et de l'UNICEF;
  - Sport et femmes.
- Domaine de la santé :
  - IIDA a réactivé et travaille en collaboration avec l'ONG humanitaire italienne CISP[6] la maternité de l'hôpital Forlanini à Mogadiscio, fournissant du personnel médical et infirmier spécialisé.
  - Programme d'assainissement à Mogadiscio, conduit en collaboration avec le Programme alimentaire mondial, vise à assurer un service de nettoyage dans la capitale.
  - Travail et santé des femmes (Women Work and Health)
  - Initiative de femmes à femmes sur le SIDA (Women to Women Initiative in HIV/AIDS).
- Domaine de la sécurité alimentaire :
  - Centre d'alimentation pour les enfants (Centre nutritionnel polyvalent) créé en 1999 à Merka, actuellement pris en charge avec l'aide du Comité de solidarité de la Région du Piémont [7].
- Autonomisation des femmes : parmi ses multiples initiatives visant à renforcer l'importance économique et politique des femmes dans la société somalienne, IIDA a participé à la constitution de la SWEA (Somali Women Entrepreneurs Association) et SWA (Somali Women Agenda), plate-forme qui réunit 16 associations de femmes et d'autres membres de toutes les régions de la Somalie, et attire un véritable programme priorités, stratégies et actions pour le processus de paix et la reconstruction sociale. Ces deux dernières initiatives ont été mises en œuvre en collaboration avec l'ONG italienne COSPE[8].

## Récompenses internationales
L'engagement de IIDA envers la consolidation de la paix, la lutte contre les divisions claniques et le développement des droits de l'homme en Somalie a été reconnu par plusieurs prix internationaux, parmi lesquels:
- UNIFEM Global Award 1996, délivré par Boutros Boutros-Ghali, alors Secrétaire général des Nations unies, à New York le 26 octobre 1996 lors du 20e anniversaire de l'UNIFEM [9];
- Prix des Droits de l’Homme de la République française, remis à Paris le 10 décembre 2008 à l’occasion du 60e anniversaire de l’adoption de la Déclaration universelle des droits de l’Homme[10].

## La newsletter Tahrib
Depuis juin 2008, l'ONG IIDA Italie publie le bulletin en ligne Tahrib, afin de sensibiliser le public italien à la situation en Somalie et aux problèmes les plus graves qui lui sont associés (la paix, les réfugiés, le développement, reconstruction démocratique...). Parmi les experts qui ont contribué à cette newsletter, citons le journaliste Kenneth Oduor, le membre du Parlement somalien Maryan Shekh Osman et Giovanna Pagani, présidente de la section italienne de la Ligue Internationale des femmes pour la paix et la liberté.